# Parakaempferia synantha
Parakaempferia synantha är en enhjärtbladig växtart som beskrevs av Aragula Sathyanarayana Rao och Dinesh Mohan Verma. Parakaempferia synantha ingår i släktet Parakaempferia och familjen Zingiberaceae. Inga underarter finns listade i Catalogue of Life.